# Andrew Bell
Andrew Bell (Edimburgo,1726–1809) foi um impressor escocês, co-fundador da Encyclopædia Britannica junto com Colin Macfarquhar.
Bell nasceu em Edimburgo em 1726, seu pai, um padeiro. Ele teve pouca educação formal e foi aprendiz de Richard Cooper.